# Grover Jones
Grover Jones (15. november 1893 – 24. september 1940) var en amerikansk manuskriptforfatter og filminstruktør. Han skrev mere end 104 film mellem 1920 og sin død i 1940.
Jones blev nomineret til en Oscar for bedste historie i 1932 og en Oscar for bedste filmatisering i 1936.